# Triumph 1500
Triumph 1500 – kompaktowy samochód osobowy produkowany przez brytyjską firmę Triumph Motor Company w latach 1970-1976. Dostępny jako 4-drzwiowy sedan. Następca modelu 1300. Do napędu użyto silnika R4 o pojemności 1,5 litra. Moc przenoszona była na oś przednią (tylną w wersji 1500 TC) poprzez 4-biegową manualną skrzynię biegów. Samochód został zastąpiony przez model Dolomite.

## Dane techniczne (1500 TC)

### Silnik
- R4 1,5 l (1493 cm³), 2 zawory na cylinder, OHV
- Układ zasilania: gaźnik
- Średnica × skok tłoka: 73,70 mm × 87,50 mm
- Stopień sprężania: 9,0:1
- Moc maksymalna: 65 KM (47,7 kW) przy 5000 obr./min
- Maksymalny moment obrotowy: 106 N•m przy 3000 obr./min

### Osiągi
- Przyspieszenie 0-100 km/h: 14,0 s[1]
- Prędkość maksymalna: 148 km/h[1]